# پیترو پلگری
پیترو پلگری (ایتالیایی: Pietro Pellegri؛ زادهٔ ۱۷ مارس ۲۰۰۱) بازیکن فوتبال اهل ایتالیا است که برای باشگاه تورینو بازی می‌کند.

## باشگاهی
از باشگاه‌هایی که در آن بازی کرده‌است می‌توان به جنوآ و موناکو اشاره کرد.